# شهرستان هاری (کارولینای جنوبی)
شهرستان هاری، کارولینای جنوبی (به انگلیسی: Horry County, South Carolina) یک سکونتگاه مسکونی در ایالات متحده آمریکا است که در کارولینای جنوبی واقع شده‌است.

## خصوصیات
شهرستان هاری ۳٬۲۵۰٫۴۵ کیلومترمربع مساحت دارد.